# Lyginopteris
La liginopteride (gen. Lyginopteris) è una pianta estinta appartenente alle pteridosperme. Visse nel Carbonifero (330 - 300 milioni di anni fa) e i suoi resti sono stati ritrovati in Europa e in Nordamerica.

## Descrizione
Questa pianta, con tutta probabilità, aveva habitus lianoso e probabilmente non possedeva un fusto in grado di sorreggere l'intero organismo: Lyginopteris, quindi, si sviluppava a ridosso delle altre piante che costituivano le foreste carbonifere. Il fusto era spesso fino a quattro centimetri e possedeva uno xilema secondario abbastanza ridotto; le foglie, di notevoli dimensioni, erano simili a quelle delle attuali felci ed erano molto ramificate. Le radici di Lyginopteris erano avventizie e si dipartivano dal fusto in tutte le direzioni.

## Classificazione
Descritta sul finire dell' '800, Lyginopteris fu dapprima ritenuta una felce; solo in seguito alla scoperta di ovuli attaccati alle fronde fu possibile stabilire che questa pianta apparteneva a un gruppo a sé stante, da allora noto come pteridosperme o "felci con semi". Le pteridosperme comprendevano piante anche molto diverse fra loro, tra le quali l'arborescente Medullosa. Come molte piante fossili scoperte e classificate nell'Ottocento, Lyginopteris è stata descritta sotto denominazioni differenti a seconda delle varie parti fossili: così i fusti sono stati descritti come Lyginodendron (ora attribuito a un licopodio) e Dadoxylon, le foglie Sphenopteris, gli apparati riproduttori femminili Diplotheca e Lagenostoma, mentre quelli maschili Telangium e Conostoma. La specie più nota di Lyginopteris è L. oldhamia, molto diffusa in Europa, mentre in Nordamerica (Arkansas) è stata descritta nel 2001 la specie L. royalii.

## Stile di vita
Molto probabilmente, la liginopteride assomigliava a una moderna liana, e non possedeva un fusto in grado di sorreggerla. Con tutta probabilità la liginopteride era una vera e propria rampicante del Carbonifero, ed era molto abbondante nelle zone acquitrinose.